# Alin Sumarwata
Alin Sumarwata es una actriz australiana, conocida por su interpretación de Sophia Angleton en East West 101 y de Vanessa Villante en la serie Neighbours.

## Biografía
Es de ascendencia indonesia, arábica-pérsica y australiana.
A principios del 2010 se comprometió con el actor Don Hany, quien aparecía en la serie East West 101. La pareja se casó en el 2011. En octubre del 2011 la pareja le bio la bienvenida a su primera hija juntos, Tilda Hany.

## Carrera
En el 2009 apareció en varios episodios de la exitosa serie australiana Home and Away donde interpretó a May Stone, ese mismo año se unió como personaje recurrente a la primera temporada de la serie East West 101 donde interpretó a la agente de policía Sophia Angleton. También apareció como invitada en un episodio de la serie Rescue Special Ops.
Apareció en la película False Witness donde dio vida a Yasmin Van Koors, la esposa de Charles Van Koors (Richard Roxburgh). En la película Alin tuvo que hacer un semidesnudo.
En el 2010 apareció como invitada en sesiones como Tangle y Sea Patrol donde interpretó a Sylvanna Gorski
El 14 de marzo de 2012 se unió al elenco principal de la popular serie australiana Neighbours donde interpretó a la chef Vanessa Villante, hasta el 24 de septiembre de 2013 después de que su personaje decidiera mudarse a Daylesford junto a su esposo Lucas Fitzgerald y su hijo Patrick. A finales de noviembre del 2014 se anunció que Vanessa sería uno de los antiguos personajes que regresarían brevemente a la serie para celebrar el aniversario número 30 de "Neighbours" en marzo del 2015. En octubre del 2015 se anunció que Alin regresaría a la serie el 10 de noviembre del mismo año.
En el 2015 se unió al elenco de la película para la televisión Mary: The Making of a Princess donde dio vida a la Princesa Alexandra, Condesa de Frederiksborg, la exesposa del príncipe Joachim de Dinamarca (Gareth Reeves).
El 8 de diciembre de 2016 se anunció que Alin se había unido al elenco de la nueva versión de la serie Strike Back, en la serie dará vida a Gracie Novin, una mujer honesta que pronto se convierte en el corazón y alma del equipo.

## Filmografía

### Series de televisión
| Año               | Título                   | Personaje          | Notas                                   |
| ----------------- | ------------------------ | ------------------ | --------------------------------------- |
| 2017 - presente   | Strike Back: Retribution | LCpl. Gracie Novin | 10 episodios                            |
| 2016              | Jack Irish               | Dueña de Galería   | 2 episodios                             |
| 2012 - 2013, 2015 | Neighbours               | Vanessa Villante   | 108 episodios                           |
| 2010              | Tangle                   | Julie              | episodio # 2.5                          |
| 2010              | Sea Patrol               | Sylvanna Gorski    | episodio "In Too Deep"                  |
| 2009              | East West 101            | Sophia Angleton    | 9 episodios                             |
| 2009              | Rescue Special Ops       | Brooke Henley      | episodio "Rescue in the Blue Mountains" |
| 2009              | Home and Away            | May Stone          | 9 episodios                             |
| 2005              | Mary Bryant              | Nani               | miniserie                               |

### Películas
| Año  | Título                         | Personaje          | Notas                                                                                      |
| ---- | ------------------------------ | ------------------ | ------------------------------------------------------------------------------------------ |
| 2015 | Mary: The Making of a Princess | Princesa Alexandra | junto a Emma Hamilton, Ryan O'Kane, Gig Clarke, Renae Small, Nicholas Hope y Gareth Reeves |
| 2011 | Burning Man                    | Enfermera          | junto a Matthew Goode, Bojana Novakovic y Rachel Griffiths                                 |
| 2010 | Daniel and Damien              | Madre              | corto - junto a Joshua Armitage, Karl Beattie y Paul Gleeson                               |
| 2009 | Dark Horse                     | Isabella Fortino   | corto - junto a Jai Koutrae y Alex Blias                                                   |
| 2009 | False Witness                  | Yasmin Van Koors   | junto a Richard Roxburgh, Dougray Scott, Don Hany y Chris Haywood                          |
| 2008 | Octopus                        | Jane               | corto - junto a Peter McAllum                                                              |
| 2008 | The Terrorist                  | -                  | corto - junto a Rick Cosnett                                                               |
| 2007 | Death's Requiem                | Sarah              | corto - junto a Jai Koutrae y Bruce Spence                                                 |
| 2004 | Soul Traces: The Introduction  | Clara Woods        | junto a Galvin Scott Davis y Janneke Arent                                                 |